# 後蘇瓦爾德峰

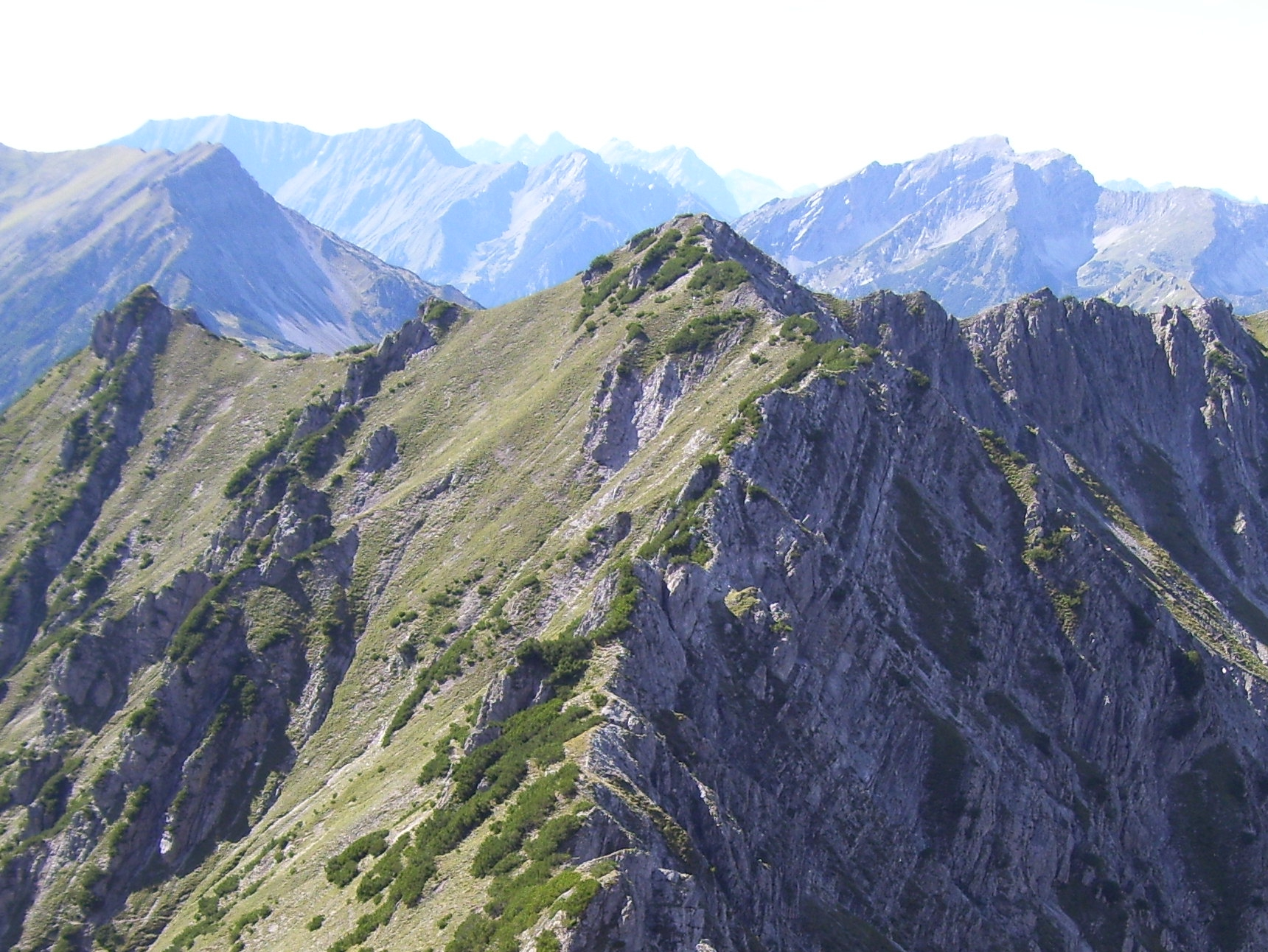

47°22′32″N 10°45′16″E / 47.37556°N 10.75444°E
後蘇瓦爾德峰（德語：Hintere Suwaldspitze），是奧地利的山峰，位於該國西部，由蒂羅爾州負責管轄，屬於萊希塔爾阿爾卑斯山脈的一部分，距離施泰因曼德爾峰1.2公里，海拔高度2,159米。